# Staelia reflexa
Staelia reflexa är en måreväxtart som beskrevs av Dc.. Staelia reflexa ingår i släktet Staelia och familjen måreväxter. Inga underarter finns listade i Catalogue of Life.